# Período Ímbrico Superior
El Período Ímbrico Superior, en la escala de tiempo geológico lunar, comienza hace 3.800 millones de años y finaliza hace 3.200 millones de años. Fue el período durante el cual el manto, parcialmente derretido por debajo de las cuencas lunares, las rellena con basalto. Se piensa que los impactos superpuestos produjeron la roca fundida, ya sea acercando el material fundido del manto a la superficie, o reduciendo el aislamiento térmico que trajo un flujo de calor procedente del manto que derritió la parte superior. La mayoría de las muestras lunares traídas a la Tierra para su estudio provienen de este período geológico.